# Week End (canção)
"Week End" é o quinto single do grupo musical japonês X Japan, lançado em 21 de abril de 1989. As versões do álbum e do single diferem em alguns aspectos, principalmente no solo de guitarra e na ponte de piano.
Como lado-b, o single traz uma versão ao vivo da canção "Endless Rain", gravada no Nippon Budokan.

## Recepção
Alcançou a segunda posição na Oricon, ficando na parada por dezesseis semanas. Foi certificado disco de platina pela RIAJ por vender mais de 400 mil cópias.

## Faixas
Todas as músicas escritas e compostas por Yoshiki.
| N.º | Título                   | Letras | Música | Duração |  |
| 1.  | "Week End"               |        |        | 5:45    |  |
| 2.  | "Endless Rain (ao vivo)" |        |        | 6:59    |  |

## Créditos
- Toshi – vocais
- Pata – guitarra
- hide – guitarra
- Taiji – baixo
- Yoshiki – bateria